# (5519) Lellouch
(5519) Lellouch (1990 QB4) – planetoida z pasa głównego asteroid okrążająca Słońce w ciągu 5,64 lat w średniej odległości 3,17 j.a. Odkryta 23 sierpnia 1990 roku.